# NGC 6917
NGC 6917 (również PGC 64715 lub UGC 11563) – galaktyka spiralna (S?), znajdująca się w gwiazdozbiorze Delfina. Odkrył ją 15 sierpnia 1863 roku Albert Marth.